# Kazuo Echigo
Kazuo Echigo (n. 28 decembrie 1965) este un fost fotbalist japonez.

## Statistici
| Japonia | Japonia | Japonia |
| An      | Meciuri | Goluri  |
| ------- | ------- | ------- |
| 1986    | 3       | 0       |
| 1987    | 3       | 1       |
| Total   | 6       | 1       |